# Monique Zanetti
Pour les articles homonymes, voir Zanetti.
Monique Zanetti est une soprano française spécialisée dans le répertoire baroque.

## Biographie
Après des études de piano et de musicologie au Conservatoire de Metz, Monique Zanetti s'oriente vers le chant. Elle commence sa carrière avec les ensembles de musique baroque Les Arts florissants dirigés par William Christie et La Chapelle royale dirigée par Philippe Herreweghe avec lesquels elle effectue de nombreuses tournées en France et à l'étranger.
Elle était alors un des piliers de l'ensemble Les Arts florissants, aux côtés d'Agnès Mellon, Jill Feldman, Guillemette Laurens, Dominique Visse, Étienne Lestringant, Michel Laplénie, Philippe Cantor, Gregory Reinhart, François Fauché, Antoine Sicot...
Elle chante dans de grands festivals internationaux (Innsbruck, Saintes, Herne, Ambronay, Utrecht, Aix-en-Provence, Fukuoka…) et participe à de nombreux opéras baroques (Jean-Baptiste Lully, Marc-Antoine Charpentier, Henry Purcell, Claudio Monteverdi…) sous la direction de William Christie, Gustav Leonhardt, Christophe Rousset, Martin Gester, Jean-Claude Malgoire, Jérôme Correas, etc.(Opéra-Comique, Brooklyn Academy of Music de New York, Opéra du Rhin, Opéra de Lausanne, etc.).
Son répertoire s'étend également à la musique plus tardive : Wolfgang Amadeus Mozart, Gian Carlo Menotti, Jules Massenet, Claude Debussy, Hector Berlioz, Francesco Cilea… Elle aborde la mélodie et le lied en concert avec des pianistes et pianofortistes (Patrick Cohen, Jean-Efflam Bavouzet, Alain Planès, Corine Durous…).
Elle fonde avec Pascal Bertin et Yasunori Imamura l'ensemble Fons Musicae avec lequel elle enregistre un répertoire encore peu exploré : Michel Lambert, Giovanni Bononcini, Agostino Steffani, Antonio Caldara, Francesco Gasparini.
Elle travaille régulièrement avec l'ensemble parisien A 2 Violes Esgales dirigé par Jonathan Dunford ainsi qu'avec les ensembles Concerto Soave (Jean-Marc Aymes) et Les Éléments (Joël Suhubiette).
Son intérêt pour la pédagogie l'amène à animer des master classes de musique baroque en France et à l'étranger : Aix-en-Provence, Rio de Janeiro, Buenos Aires, Tokyo, Festival de Wallonie en Belgique…

## Discographie

### Avec Les Arts FlorissantsWilliam Christie
- 1984 : Médée H 491 de Marc-Antoine Charpentier (Cléone)
- 1986 : Le Reniement de Saint Pierre H.424 de Marc-Antoine Charpentier (Ancilla)
- 1987 : Selva Morale e Spirituale de Claudio Monteverdi
- 1987 : Petits motets de Jean-Baptiste Lully
- 1987 : Atys de Jean-Baptiste Lully
- 1988 : Madrigaux de Carlo Gesualdo
- 1988 : Cantates La morte di Lucretia et Pyrame et Thisbé de Michel Pignolet de Montéclair
- 1988 : David & Jonathas H.490 de Marc-Antoine Charpentier (Jonathas)
- 1989 : Un peccator pentito (Spargete sospiri) de Luigi Rossi
- 1990 : Le Malade imaginaire H 495 de Marc-Antoine Charpentier
- 1991 : Orfeo de Luigi Rossi (Euridice)
- 1992 : Idoménée d'André Campra (Ilione, princesse troyenne, fille de Priam)
- 1994 : Médée H 491 de Marc-Antoine Charpentier (Créuse)
- 1995 : La Descente d'Orphée aux enfers H 488 de Marc-Antoine Charpentier

### AvecLa Chapelle royalePhilippe Herreweghe
- 1986 : Motets de J.S. Bach
- 1987 : Messe de Requiem d'André Campra
- 1987 : Musikalische Exequien de Heinrich Schütz

### AvecLe Parlement de MusiqueMartin Gester
- 1993 : Salve Regina de Joseph Haydn
- 1994 : Mottetti virtuosi de Johann Adolf Hasse

### AvecLes Talens LyriquesChristophe Rousset
- 1994 : Musiques à danser
- 2004 : Roland de Jean-Baptiste Lully

### Avec  Fons MusicaeYasunori Imamura
- 1997 : Airs de Cour de Michel Lambert
- 2000 : Cantates, duos et sonates de Giovanni Bononcini
- 2001 : Cantatas, duos and sonatas  d'Agostino Steffani
- 2003 : Cantates et sonates d'Antonio Caldara
- 2006 : Cantates et sonates de Francesco Gasparini

### AvecLes PaladinsJérôme Correas
- 2005 : Histoires sacrées de Giacomo Carissimi
- 2006 : Madrigali e dialoghi de Domenico Mazzocchi
- 2007 : Soleils baroques de Luigi Rossi

### Avec l'ensemble À Deux Violes Esgales
- 2008 : Airs de cour d'Antoine Boësset
- 201 : L'art d'orner le "beau chant" de Bertrand de Bacilly
- 2011 : Les surprises de l'amour de Jean-Philippe Rameau Transcriptions de Mr Hesse
- 2014 : Ayres et lessons for Lyra Viol d'Alfonso Ferrabosco

### Autres enregistrements
- 1987 : Lecons de Ténèbres de François Couperin (Bernard Coudurier Orgue)
- 1988 : Gesù al Sepolcro de Giacomo Perti, Capella di san Petronio (Sergio Vartolo)
- 1989 : Vêpres de la Vierge de Claudio Monteverdi. Kammerchor Stuttgart (Frieder Bernius)
- 1993 : Chants spirituels de Georg Boehm (Marianne Muller Viole, Jean-Charles Ablitzer orgue)
- 1994 : Passion selon saint Marc de Reinhard Keiser. Le Parlement de Musique-Ensemble Sagittarius (Michel Laplénie)
- 2001 : Passion selon St Matthieu de J.S Bach. Orchestre Baroque de Montauban Jean-Marc Andrieu
- 2004 : Jephté, Jonas de Giacomo Carissimi. Ensemble Jacques Moderne (Joël Suhubiette)
- 2006 : Magnificat d'Uppsala de Heinrich Schütz. La Chapelle Rhénane (Benoît Haller)
- 2007 : Dixit Dominus RV 595-RV 807 d'Antonio Vivaldi. Ensemble Pian e Forte (Francesco Fanna)
- 2013 : Leçons de ténèbres de François Couperin (F.Masset, M.Dupouy, J.Dunford, J.Holland)
- 2016 : Les figures de l'amour. Parnassie du Marais. (Brigitte Tramier, Sylvie Môquet, Sabine Weill)
- 2019 : Geistliche Konzerte zur Weihnacht de Johann Rosenmüller La Chapelle Rhénane (Benoît Haller)
- 2020 : Leçons de Ténèbres de Michel Lambert, Ensemble Les Temps Présents (Dominique Serve)

## Principaux rôles interprétés à l'opéra
- King Arthur de Henry Purcell - Mise en scène: Christian Fregnet - Direction: Dominique Rouits.
- Rodelinda de Haendel (Rodelinda) M.sc: Pierre Barrat - Dir: Philippe Herreweghe
- L'incoronazione di Poppea de Claudio Monteverdi (Amore, Damigella) M.sc: Jean Marie Villégier - Dir: William Christie
- Amor vien dal destino de Agostino Steffani (Venus, Giutturna) M.sc: Isabelle Pousseur - Dir. Philippe Herreweghe
- Atys de Jean-Baptiste Lully (Flore, Sangaride) M.sc: Jean Marie Villégier - Dir: William Christie
- Jesu al sepolcro de Giacomo Antonio Perti (Marie-Madeleine) Mise en scène et direction Sergio Vartolo
- Didon et Enée de Henry Purcell (Belinda) M.sc: Pierre Strösser - Dir: Gilbert Bezzina
- L'Orfeo de Claudio Monteverdi (La Musica) M.sc: Isabelle Pousseur - Dir. Philippe Herreweghe
- Le Malade imaginaire de Marc-Antoine. Charpentier-Molière (Flore) M.sc:Jean Marie Villégier - Dir: William Christie
- La Fée Urgèle de Charles-Simon Favart et Egidio Duni (la Fée) M.sc: Jean Marie Villégier - Dir: William Christie
- Médée de Marc-Antoine Charpentier (Créuse) (Cléone) M.sc: Jean Marie Villégier - Dir: William Christie
- La Descente d'Orphée aux enfers de Marc-Antoine Charpentier (Proserpine) M;sc:Christophe Galland - Dir William Christie
- Madrigaux de Claudio Monteverdi. M.sc Béatrice Jacobs - Dir: Christophe Rousset
- Werther de Jules Massenet (Sophie) M.sc Christian Gangneron - Dir Jean-Pierre Aniorte
- Le Médium de Menotti (Monica) M.sc: Charles Tordjemann - Dir:Cyril Diederich
- Les noces de Figaro  de Mozart (Barberine) M.sc: Robert Carsen - Dir: Tamas Pal
- Pelléas et Mélisande de Claude Debussy (Ygniold) M.sc: Christian Schiaretti - Dir:Amaury du Closel
- Lo Speziale de Joseph Haydn (Grilletta) M.sc: Laurent Boer - Dir: Jean-Yves Bosseur
- Psyché de Lully (Femme affligée, Cydippe) M.sc:Jean Marie Villégier - Dir: William Christie
- Roland de Jean-Baptiste Lully (Témire) M.sc: Sptéphane Grögler - Dir: Christophe Rousset
- Adrienne Lecouvreur de Francesco Cilea (Jouvenot) M.sc: Alain Garichot - Dir: Claude Schnitzler
- Béatrice et Benedict de Berlioz (Hero) M.sc: Jean-Marie Villégier - Dir Emmanuel Joël (Lausanne) Cyril Diederich (opéra du Rhin)

## Récompenses
- Chevalière de l'ordre des Arts et des Lettres (2024)[3]